# Deens voetbalelftal in 2014
Het Deens voetbalelftal speelde negen officiële interlands in het jaar 2014, waaronder vier duels in de kwalificatiereeks voor het EK voetbal 2016 in Frankrijk. De selectie stond onder leiding van oud-international Morten Olsen. Op de in 1993 geïntroduceerde FIFA-wereldranglijst zakte Denemarken in 2014 van de 25ste (januari 2014) naar de 30ste plaats (december 2014).

## Balans
| Wedstrijden | Wedstrijden | Wedstrijden | Wedstrijden | Doelpunten | Doelpunten | Doelpunten | Punten |
| Gespeeld    | Winst       | Gelijk      | Verlies     | Voor       | Tegen      | Saldo      | Punten |
| ----------- | ----------- | ----------- | ----------- | ---------- | ---------- | ---------- | ------ |
| 9           | 3           | 2           | 4           | 10         | 11         | –1         | 0.889  |

## Interlands
|                                                    |                      |       |            |                                                                               |
| 5 maart Vriendschappelijk № 794 «onderlinge duels» | Engeland             | 1 – 0 | Denemarken | Wembley Stadium, Londen Toeschouwers: 68.573 Scheidsrechter: Kevin Blom (NED) |
| 5 maart Vriendschappelijk № 794 «onderlinge duels» | Daniel Sturridge 82' |       |            | Wembley Stadium, Londen Toeschouwers: 68.573 Scheidsrechter: Kevin Blom (NED) |

|                                                   |                                       |       |                                        |                                                                                        |
| 22 mei Vriendschappelijk № 795 «onderlinge duels» | Hongarije                             | 2 – 2 | Denemarken                             | Nagyerdeistadion, Debrecen Toeschouwers: 20.000 Scheidsrechter: Szymon Marciniak (POL) |
| 22 mei Vriendschappelijk № 795 «onderlinge duels» | Balázs Dzsudzsák 25' Roland Varga 69' |       | 56' Christian Eriksen 72' Lasse Schöne | Nagyerdeistadion, Debrecen Toeschouwers: 20.000 Scheidsrechter: Szymon Marciniak (POL) |

|                                                             |                           |       |        |                                                                          |
| 28 mei Vriendschappelijk № 796 «onderlinge duels» 20:15 uur | Denemarken                | 1 – 0 | Zweden | Parken, Kopenhagen Toeschouwers: 27.872 Scheidsrechter: Svein Moen (NOR) |
| 28 mei Vriendschappelijk № 796 «onderlinge duels» 20:15 uur | Daniel Agger 90+3' (pen.) |       |        | Parken, Kopenhagen Toeschouwers: 27.872 Scheidsrechter: Svein Moen (NOR) |

|                                                                  |                         |       |                                  |                                                                               |
| 3 september Vriendschappelijk № 797 «onderlinge duels» 20:00 uur | Denemarken              | 1 – 2 | Turkije                          | TRE-FOR Park, Odense Toeschouwers: 11.169 Scheidsrechter: Milorad Mažić (SRB) |
| 3 september Vriendschappelijk № 797 «onderlinge duels» 20:00 uur | Daniel Agger 35' (pen.) |       | 54' Olcay Şahan 90+2' Ozan Tufan | TRE-FOR Park, Odense Toeschouwers: 11.169 Scheidsrechter: Milorad Mažić (SRB) |

|                                                                |                                           |       |                        |                                                                                     |
| 7 september EK-kwalificatie № 798 «onderlinge duels» 20:00 uur | Denemarken                                | 2 – 1 | Armenië                | Telia Parken, Kopenhagen Toeschouwers: 20.144 Scheidsrechter: Alexandru Tudor (ROM) |
| 7 september EK-kwalificatie № 798 «onderlinge duels» 20:00 uur | Pierre Højbjerg 65' Thomas Kahlenberg 80' |       | 59' Henrich Mchitarjan | Telia Parken, Kopenhagen Toeschouwers: 20.144 Scheidsrechter: Alexandru Tudor (ROM) |

|                                                               |                   |       |                |                                                                                 |
| 11 oktober EK-kwalificatie № 799 «onderlinge duels» 20:45 uur | Albanië           | 1 – 1 | Denemarken     | Elbasan Arena, Elbasan Toeschouwers: 12.800 Scheidsrechter: Viktor Kassai (HUN) |
| 11 oktober EK-kwalificatie № 799 «onderlinge duels» 20:45 uur | Ermir Lenjani 38' |       | 81' Lasse Vibe | Elbasan Arena, Elbasan Toeschouwers: 12.800 Scheidsrechter: Viktor Kassai (HUN) |

|                                                               |            |                         |          |                                                                                 |
| 14 oktober EK-kwalificatie № 800 «onderlinge duels» 20:45 uur | Denemarken | 0 – 1                   | Portugal | Telia Parken, Kopenhagen Toeschouwers: 36.562 Scheidsrechter: Felix Brych (GER) |
| 14 oktober EK-kwalificatie № 800 «onderlinge duels» 20:45 uur |            | 90+5' Cristiano Ronaldo |          | Telia Parken, Kopenhagen Toeschouwers: 36.562 Scheidsrechter: Felix Brych (GER) |

|                                                      |                |       |                                                          |                                                                              |
| 14 november EK-kwalificatie № 801 «onderlinge duels» | Servië         | 1 – 3 | Denemarken                                               | Partizanstadion, Belgrado Toeschouwers: 0 Scheidsrechter: Cüneyt Çakır (TUR) |
| 14 november EK-kwalificatie № 801 «onderlinge duels» | Zoran Tošić 4' |       | 60' Nicklas Bendtner 62' Simon Kjær 85' Nicklas Bendtner | Partizanstadion, Belgrado Toeschouwers: 0 Scheidsrechter: Cüneyt Çakır (TUR) |

|                                                        |                                       |       |            |                                                                                     |
| 18 november Vriendschappelijk № 802 «onderlinge duels» | Roemenië                              | 2 – 0 | Denemarken | Arena Națională, Boekarest Toeschouwers: 10.000 Scheidsrechter: Slavko Vinčić (SLO) |
| 18 november Vriendschappelijk № 802 «onderlinge duels» | Claudiu Keșerü 53' Claudiu Keșerü 59' |       |            | Arena Națională, Boekarest Toeschouwers: 10.000 Scheidsrechter: Slavko Vinčić (SLO) |

## FIFA-wereldranglijst
| JAN | FEB | MAR | APR | MEI | JUN | JUL | AUG | SEP | OKT | NOV | DEC |
| --- | --- | --- | --- | --- | --- | --- | --- | --- | --- | --- | --- |
| 25  | 20  | 22  | 23  | 23  | 23  | 26  | 26  | 27  | 32  | 30  | 30  |

## Statistieken
| Kasper Schmeichel     | 1986-11-05 | Leicester City    | 7 | 0 | 0 | 9  | 0 |
| Stephan Andersen      | 1981-11-26 | FC Kopenhagen     | 2 | 0 | 0 |    |   |
| Verdediging           |            |                   |   |   |   |    |   |
| Simon Kjær            | 1989-03-26 | Lille OSC         | 8 | 0 | 1 |    |   |
| Nicolai Boilesen      | 1992-02-16 | Ajax Amsterdam    | 6 | 0 | 0 |    |   |
| Andreas Bjelland      | 1988-07-11 | FC Twente         | 5 | 3 | 0 |    |   |
| Peter Ankersen        | 1990-09-22 | Red Bull Salzburg | 5 | 1 | 0 |    |   |
| Lars Jacobsen         | 1979-09-20 | En Avant Guingamp | 5 | 1 | 0 |    |   |
| Daniel Agger          | 1984-12-12 | Brøndby IF        | 5 | 0 | 2 |    |   |
| Jakob Ahlmann         | 1991-01-18 | Aalborg BK        | 2 | 0 | 0 |    |   |
| Simon Poulsen         | 1984-10-07 | AZ Alkmaar        | 0 | 3 | 0 |    |   |
| Jonas Knudsen         | 1992-09-16 | Esbjerg fB        | 0 | 2 | 0 |    |   |
| Kian Hansen           | 1989-03-03 | FC Nantes         | 0 | 1 | 0 | 1  | 0 |
| Jesper Juelsgård      | 1989-01-26 | Évian Thonon      | 0 | 1 | 0 |    |   |
| Jores Okore           | 1992-08-11 | Aston Villa       | 0 | 1 | 0 |    |   |
| Jannik Vestergaard    | 1992-08-03 | Werder Bremen     | 0 | 1 | 0 |    |   |
| Daniel Wass           | 1989-05-31 | Évian Thonon      | 0 | 1 | 0 |    |   |
| Middenveld            |            |                   |   |   |   |    |   |
| William Kvist         | 1985-02-24 | Wigan Athletic    | 9 | 0 | 0 | 56 | 2 |
| Christian Eriksen     | 1992-02-14 | Tottenham Hotspur | 7 | 0 | 1 |    |   |
| Pierre-Émile Højbjerg | 1995-08-05 | FC Augsburg       | 5 | 0 | 1 |    |   |
| Lasse Schöne          | 1986-05-27 | Ajax Amsterdam    | 3 | 1 | 1 |    |   |
| Thomas Kahlenberg     | 1983-03-20 | Brøndby IF        | 2 | 5 | 1 |    |   |
| Jakob Poulsen         | 1983-07-07 | FC Midtjylland    | 2 | 0 | 0 |    |   |
| Kasper Kusk           | 1991-11-10 | FC Twente         | 1 | 3 | 0 |    |   |
| Lucas Andersen        | 1994-09-13 | Ajax Amsterdam    | 1 | 0 | 0 | 1  | 0 |
| Casper Sloth          | 1992-03-26 | Leeds United      | 1 | 0 | 0 |    |   |
| Nicolaj Thomsen       | 1993-05-08 | Aalborg BK        | 1 | 0 | 0 | 1  | 0 |
| Anders Christiansen   | 1990-06-08 | Chievo Verona     | 1 | 0 | 0 | 1  | 0 |
| Uffe Bech             | 1993-07-14 | FC Nordsjælland   | 0 | 3 | 0 | 3  | 0 |
| Rasmus Würtz          | 1983-09-18 | Aalborg BK        | 0 | 3 | 0 |    |   |
| Danny Olsen           | 1985-06-11 | Aarhus GF         | 0 | 1 | 0 | 1  | 0 |
| Leon Andreasen        | 1983-04-23 | Hannover 96       | 0 | 1 | 0 |    |   |
| Niki Zimling          | 1985-04-19 | Ajax Amsterdam    | 0 | 1 | 0 |    |   |
| Aanval                |            |                   |   |   |   |    |   |
| Nicklas Bendtner      | 1988-01-16 | VfL Wolfsburg     | 7 | 0 | 2 |    |   |
| Michael Krohn-Dehli   | 1983-06-06 | Celta de Vigo     | 7 | 0 | 0 |    |   |
| Lasse Vibe            | 1987-02-22 | IFK Göteborg      | 3 | 3 | 1 | 6  | 1 |
| Martin Braithwaite    | 1991-06-05 | Toulouse FC       | 2 | 0 | 0 |    |   |
| Yussuf Poulsen        | 1994-06-15 | RB Leipzig        | 1 | 1 | 0 | 2  | 0 |
| Emil Larsen           | 1991-06-22 | Odense BK         | 1 | 0 | 0 |    |   |
| Morten Rasmussen      | 1985-01-31 | FC Midtjylland    | 0 | 3 | 0 |    |   |
| Andreas Cornelius     | 1993-03-16 | FC Kopenhagen     | 0 | 1 | 0 |    |   |